# Germaine Le Guillant
Germaine Le Guillant, née Germaine Le Hénaff, le 29 mars 1909 à Crozon et morte le 1er mars 1996 à Paris, est une militante associative, figure des Centre d'entraînement aux méthodes d'éducation active.
Elle est à l'origine des stages de formation pour les infirmiers psychiatriques en France, avec le psychiatre Georges Daumezon. Elle est également reconnue Juste parmi les nations, pour avoir sauvé des enfants juifs alors qu'elle dirigeait une maison d'enfants au château de la Guette. 

## Biographie
Germaine Le Hénaff est née dans une famille pauvre de pêcheurs en Bretagne, à Crozon. Après le décès de sa mère, elle est élevée par sa tante maternelle. Elle devient institutrice dans les années 1930, puis préceptrice, notamment auprès de la famille Rothschild en région parisienne. C'est vraisemblablement à cette période qu'elle est également cheftaine au sein des Éclaireurs de France, association de scoutisme laïque. Elle porte le totem d'Hirondelle, qu'elle continue d'utiliser au fil de sa vie.

### Directrice de maison d'enfants et Juste parmi les Nations
En 1938, Germaine de Rothschild crée un comité de secours aux orphelins juifs des pays de l'Est à la suite de la Nuit de Cristal et met à disposition pour cela le château de la Guette. Germaine le Hénaff est chargée de s'occuper des enfants, au sein d'une équipe comprenant notamment Ernest Jablonski et Flore Loinger. L'aggravation des persécutions de l'Etat français en direction des juifs en France conduit à l'arrêt de cette activité. 
En 1941, le château devient une maison d'enfants et colonie de vacances gérée par le Secours National, organisme d'aide aux civils victimes de la guerre, parrainé par le Maréchal Pétain. Germaine Le Hénaff en assure la direction à partir de 1941. Alors que le château de la Guette est officiellement en alignement avec la doctrine de la révolution nationale, Germaine Le Hénaff est en contact avec la Résistance intérieure, notamment Georges Loinger du réseau Garel, qui organise la fermeture des foyers d'enfants juifs de l'Œuvre de secours aux enfants (OSE). Elle cache des jeunes enfants juifs sous des noms d'emprunt, sans informer le reste de l'équipe du château. Elle reçoit pour cela le titre de Juste parmi les nations en 1986. 
A la fin de la guerre, elle est nommée inspectrice des maisons d'enfants de l'Entraide française, la nouvelle appellation du Secours national, poste qu'elle quitte dès fin 1945.

### Militante des CEMÉA et figure de l'éducation nouvelle
À partir de 1945, Germaine Le Guillant s'engage dans l'association des Centre d'entraînement aux méthodes d'éducation active, acteur de l'éducation nouvelle en France et à l'origine avec les Éclaireurs de France de la formation du ⋅BAFA. Elle y réalise la suite de sa carrière comme salariée, et en est également déléguée nationale adjointe, aux côtés de Gisèle de Failly.
Elle épouse en 1952 Louis Le Guillant, psychiatre désaliéniste, militant des CEMÉA et membre du parti communiste. 

#### Contribution à la naissance de la profession d'éducateur spécialisée
Après guerre, le secteur dit de l'enfance inadaptée est en structuration. Les Centres d'entraînement aux méthodes d'éducation active (CEMÉA) ouvrent des maisons d'hébergement pour les jeunes orphelins après la guerre. 
Dans ce contexte, Germaine Le Guillant construit, avec Jean Lagarde, une extension sur trois mois du stage de formation des moniteurs de colonies de vacances, dans la perspective de former des moniteurs-éducateurs spécialisés pour des enfants inadaptés. Cette démarche contribue, avec d'autres menées en parallèle, aux débuts de la profession d'éducateur spécialisé en France. 
Elle dirige en parallèle à cette période et jusqu'en 1950 « Le Coteau », un centre d'observation de Vitry, et y met en œuvre des méthodes actives. Ces centres ont pour fonction l'hébergement et l'observation des enfants délinquants, avant leur présentation à un juge. Elle recrute des éducateurs passés par la formation des CEMÉA, dont une large majorité sont passés par le scoutisme ou des mouvements de jeunesse communistes comme les Vaillants et Vaillantes. 
Elle organise avec Louis Le Guillant la venue régulière au centre de Vitry de Fernand Deligny, lui-même ancien éclaireur, figure majeure de la lutte contre l'enfermement asilaire des enfants et promoteur des lieux de vie. Elle correspond régulièrement avec lui et organise à Paris des soirée de discussion sur l'enfance inadaptée et la profession d'éducateur, qui réunissent, outre Fernand Deligny, Ernest Jouhy et Alfred Brauner.

#### Création de la formation des infirmiers psychiatriques au sein des CEMÉA
En tant que salariée des CEMÉA, elle consacre également une partie de sa carrière à la formation des infirmiers en psychiatrie et plus généralement, au mouvement de conjonction entre l'éducation nouvelle, le mouvement désaliéniste, et les débuts de la psychiatrie institutionnelle,. 
Après-guerre, des psychiatres militants souhaitent créer une réelle formation pour les infirmiers psychiatriques. Ces derniers ont alors essentiellement une fonction de gardiens et n'ont qu'une éducation rudimentaire. La création d'un diplôme d’infirmier des asiles d’aliénés en 1930 est un échec, car l'immense majorité des infirmiers n'en sont pas titulaires.
Germaine Le Hénaff rencontre en 1946 Georges Daumézon, psychiatrie et militant syndical, également ancien éclaireur unioniste. Ils créent ensemble en 1949 le premier stage de formation des infirmiers en psychiatrie, qui mêle un apprentissage de la vie quotidienne en collectif (comme au sein des stages de formation des moniteurs de colonies de vacances), et des apprentissages en psychiatrie. Germaine Le Guillant veille particulièrement au maintien d'une dynamique de formation collective entre soignants, et à ce que les stages ne deviennent pas des cours dispensés par des psychiatres. 
Le succès de ces formations amène à la création durable en 1967, au sein des CEMÉA, d'une section spécifique appelée « les équipes de santé mentale », qu'elle coordonne au niveau national.   
Les stages des CEMÉA contribuent à l'évolution des relations entre infirmiers et médecins au sein des hôpitaux psychiatriques, les infirmiers se voyant reconnus progressivement un rôle propre auprès des patients. Ils jouent un rôle dans la création du Groupe d’études et de recherches des infirmiers psychiatriques (GERIP) en 1967, organisation professionnelle et de réflexion des infirmiers psychiatriques. Ils influent sur l'évolution de la relation avec les patients, et sur l'émergence de pratiques soignantes attentives à l'animation de la vie quotidienne et aux pratiques créatrices et artistiques, dans un mouvement plus large de désaliénation de la psychiatrie française, en parallèle de l'apparition des neuroleptiques.   
Elle crée en 1954, avec Georges Daumezon et Roger Gentis, la revue Vie sociale et traitements. La revue se veut un moyen d'échanges entre les équipes soignantes des hôpitaux psychiatriques, les lieux de formation des CEMÉA et les lieux de pratiques en établissement. Elle en est rédactrice en chef pendant de nombreuses années.   
Elle participe en 1957-1958 au groupe de Sèvres, un regroupement de médecins, infirmiers et militants qui ambitionnent de révolutionner la psychiatrie et jouent un rôle significatif dans la mise en place de la réforme de la sectorisation en France. 
En 1970, elle encourage Myriam David, pionnière de la pédopsychiatrie, et Geneviève Appell, psychologue, alors toutes deux formatrices aux CEMÉA, dans leur intérêt pour l'approche pédiatrique d'Emmi Pikler. Elle leur propose de publier aux Éditions du Scarabée, maison d'édition des CEMÉA, l'ouvrage écrit sur leur visite à l'institut pour orphelins de Lóczy, dont le fonctionnement est basé sur le libre déplacement et le libre jeu des enfants pour lutter contre l'hospitalisme.

## Hommages
Elle reçoit le titre de Juste parmi les Nations décerné par le Comité pour Yad Vashem, en 1986. 
Une unité de gérontopsychiatrie porte son nom au Centre hospitalier Le Mas Careiron de Uzes.  